# Eskrima
Az eskrima egy Fülöp-szigetekről származó önvédelmi, harcművészeti és küzdősport rendszer. Magába foglalja a pusztakezes és fegyveres technikákat, továbbá a mindennapi tárgyak önvédelmi használatát. Nem a testi képességekre, hanem a technikákra és taktikákra épít, így minden korosztálynak, gyerekeknek, nőknek és férfiaknak egyaránt ajánlott.

## Története
Az eskrima mélyen gyökerezik a Fülöp-szigetekiek kultúrájában, egy tradicionális, sok százéves harcművészet. Eredetileg a Fülöp-szigeteki törzsek csatározásaiban fejlődött ki, vagyis harcmezőkön valódi harcok alakították ki az ősi technikai repertoárt. Bár történelmi bizonyítékok igazolják, hogy már az első spanyol gyarmatosítók előtt létezett az eskrima, de az első legendás mesternek és hősnek Lapu Lapu törzsfőnököt tartják. Lapu Lapu képezte ki és készítette fel az embereit az ellenség elleni harcokra, így az 1521. április 27-én Mactan szigetén Ferdinand Magellán ellen folytatott történelmi jelentőségű csatára is. A Fülöp-szigeteki harcosok hírhedtek voltak vérszomjukról és harci kedvükről, és arról, hogy kardjaikat, lándzsáikat, botjaikat félelmetesen hatékonyan tudták használni. A spanyolok az akkori modern fegyvereikkel sem tudták legyőzni a filippin harcosokat, és teljes vereséget szenvedtek. Magellán pedig egy Lapu Lapuval vívott párbajban esett el.
Végül a nyugati túlerő győzedelmeskedett, és miután a spanyolok teljes mértékben hatalmuk alá hajtották a Fülöp-szigeteket, a harcművészetet teljes mértékben betiltották, mivel féltek a szigeten élők fegyveres és pusztakezes technikáitól. Ezután csak szigorú titokban gyakorolhatták az eskrima mozdulatait. A technikák megőrzésében az is nagyban közre játszott, hogy népi Moro Moro táncokban elrejtették, így kijátszva azt a rendelkezést, ami megtiltotta a fegyverek tartását és alkalmazását. Az eskrima akkor kezdett ismét népszerűvé válni, amikor 1932. január 11-én a Fülöp-szigetek 12 legnagyobb mestere alapította meg a Doce Pares eskrima szervezetet Cebu városában. Idővel egyre több nyugati embernek tanították az eskrima technikáit, ami elindított az eskrima egész világon való elterjedését.
Manapság már az egyik leghatékonyabb harcművészetnek tartják. Emellett egyedülállóan párhuzamosan tanítja a fegyveres és pusztakezes technikákat. Emellett az eskrima mára világszerte elterjedt versenysporttá vált. Őshazáján kívül a nyugati világban űzik régóta (pl. USA, Anglia, Németország stb.), de Magyarországon is teret hódít, sőt már rangos nemzetközi eredményeket is fel tud mutatni a magyar csapat (Európa-bajnoki és világbajnoki aranyak) Hollywood is felfedezte magának az eskrimát. A mai akció-filmekben legtöbbször az eskrima technikáit használják. Az onnan megismerhető, hogy amikor fegyveres, illetve gyors, rövidebb, hosszú mozgásokat mellőző technikákat használ a film hőse, akkor az mindig eskrima.

## Az eskrima jellemzői
Az eskrima nem hasonlít egyik nyugaton elterjedt harcművészeti vagy önvédelmi rendszerhez sem. Ennek két oka van: először is az eskrimát manapság is használják utcai harcokban, ugyanis a Fülöp-szigetek nagy részén a mai napig nincsen közbiztonság, ami sokak számára nehezen elképzelhető, de akár fényes nappal is csoportosan támadhatják meg az embert, természetesen késekkel és ütő-eszközökkel.
Másodszor az eskrima három fő részét, a botharcot, késharcot és pusztakezes önvédelmet azonnal, párhuzamosan oktatják a gyakorlóknak. A fegyveres technikák, ellentétben a kínai és japán stílusokkal, nem tradicionálisak, hanem akár mindennapi eszközökkel is alkalmazhatók (pl. öv, cipő, táska, toll, stb.).
Az eskrima mozgáskultúrája nem hasonlítható más harcművészetekhez. Nem igényel nagy testi erőt, vagy hajlékonyságot, viszont amellett, hogy a délkelet-ázsiai kommandósok kiképzési anyagában szerepel, testi képességektől függetlenül felkészít bárkit arra, hogy veszélyhelyzetben megvédje magát és szeretteit.

## Az eskrima Magyarországon
Hazánkban kevésbé ismert még az eskrima. Egy jelentősebb eskrima szervezet van, a Magyarországi Doce Pares Eskrima Szervezet (angolul: Hungarian Doce Pares Eskrima Organisation), melynek folyamatosan növekszik a taglétszáma és iskoláinak száma. A Magyarországi Doce Pares Eskrima Szervezetnek (alapítója és vezetője Dankó Ferenc mester) köszönhetően egyre népszerűbbé válik az eskrima, és egyre szebb hazai és nemzetközi sikereket érnek el: pl. már vannak hazánkban olyan eskrima mesterek, akik a Fülöp-szigeteken szerezték meg diplomájukat; több magyar Európa és világbajnok van hazánkban. 2014 nyarán Debrecenben került megrendezésre a XIII. WEKAF (eskrima) világbajnokság.